# Альберани, Альберто
Альберто Альберани Самаритани (итал. Alberto Alberani Samaritani; род. 22 мая 1947 года, Флоренция, Италия) — итальянский ватерполист, серебряный призёр летних Олимпийских игр 1972 в Монреале, чемпион мира (1978).
Участник четырёх летних Олимпиад (1968, 1972, 1976, 1980).
Завершил карьеру в 1980 году.